# Ilia Tcherniaïev
Pour les articles homonymes, voir Tcherniaïev.
Ilia Ilitch Tcherniaïev (en russe : Илья Ильич Черняев), né le 21 janvier 1893 à Spasskoïé (gouvernement de Vologda, Empire russe) et mort le 30 septembre 1966 à Moscou (RSFS de Russie, URSS), est un chimiste soviétique spécialisé en chimie inorganique, célèbre pour avoir découvert le phénomène connu en chimie de coordination sous le nom d'effet trans. Il est également à l'origine de nombreux travaux sur l'affinage du rhodium, du palladium, du platine et d'autres métaux précieux.

## Biographie
Tcherniaïev naît à Spasskoïé (actuel oblast de Vologda) au sein d'une famille de paysans. Après des études au gymnasium de Vologda, où il obtient une médaille d'or en 1911, il intègre l'université de Saint-Pétersbourg, où il reçoit l'enseignement de Lev Alexandrovitch Tschugaeff. Il obtient son diplôme en 1915. À partir de 1917, il travaille au sein de la Commission pour l'étude des sources productives naturelles russes, où il étudie la chimie industrielle et en particulier le traitement des métaux précieux. Dans ce cadre, il travaille notamment sur la chimie des composés du platine et est crédité de l'invention du terme « effet trans » qu'il emploie pour la première fois en 1926 : il remarque que, dans les complexes du platine à géométrie moléculaire plane carrée, des groupes de ligands spécifiques régissent la formation de composés cis ou trans dans les réactions. Les complexes du platine étant connus pour produire des couleurs différentes selon la stéréochimie, il postule que les ligands électronégatifs sont associés à la complexation d'un nouveau radical en position trans dans les réactions.
Tcherniaïev est nommé professeur de chimie inorganique à l'université de Leningrad en 1932. Au cours de sa carrière, il publiera plus de 275 articles. 